# 天主教布拉迪斯拉發總教區
天主教布拉迪斯拉發總教區（拉丁語：Archidioecesis Bratislaviensis）是羅馬天主教在斯洛伐克的一個教省總教區。下轄一個總教區、三個教區。
總教區範圍包括布拉迪斯拉發及特爾納瓦州西部。2008年有教友405,281人，佔轄區總人口80%。教區下轄180個堂區，有198名司鐸。現任總主教為達尼老·茲沃倫斯基。
1922年5月29日特爾納瓦宗座署理區自艾斯特根總教區分出。1977年12月30日升為總教區。2008年2月14日分為兩個總教區和一個教區，其中包括本總教區。 